# ブロックバスター (映画)

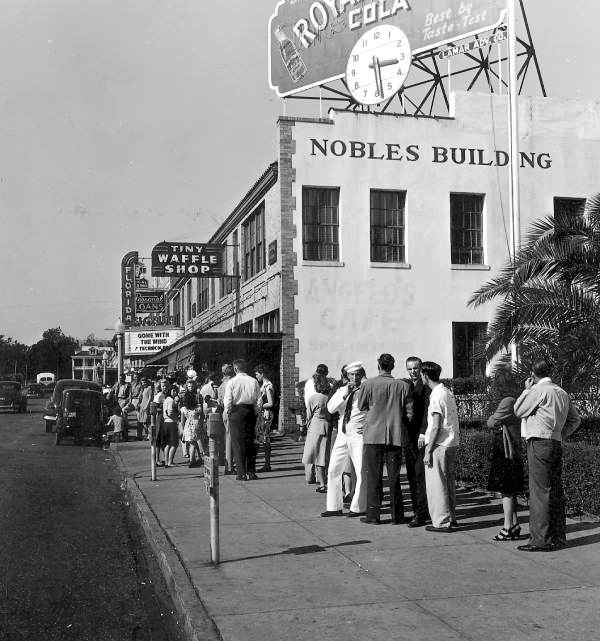
『風と共に去りぬ』を観賞するために映画館に並ぶペンサコーラの人々

ブロックバスター（blockbuster）は、興行的に大きな成功を収めた作品を指す用語。主に使用されるのは長編映画に対してだが、他のメディア作品でも使用されることがある。

## 語源

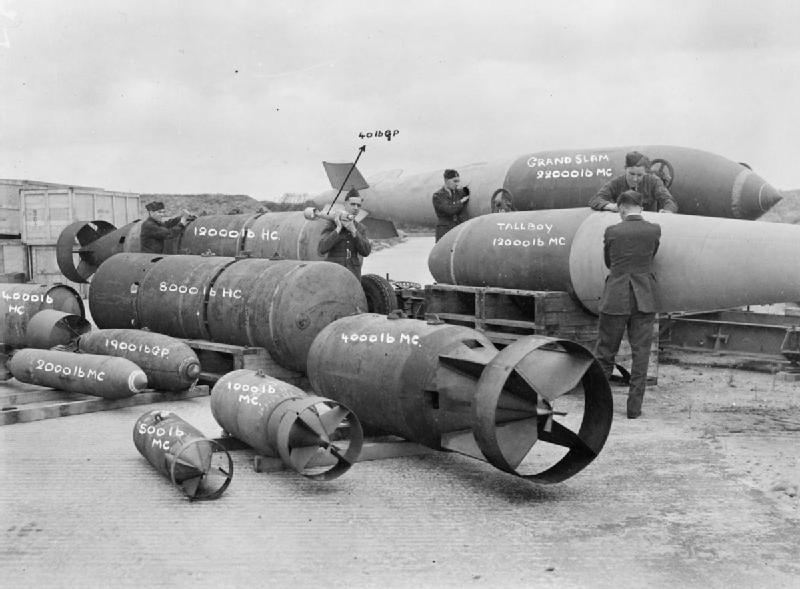
語源になったとされるブロックバスター爆弾

この用語は1940年代初頭にアメリカ合衆国の新聞で登場し、都市の1ブロックを破壊する威力を持つ爆弾（ブロックバスター爆弾）を指す用語として用いられた。映画用語として初めて使用されたのは1943年5月で、バラエティ誌とモーション・ピクチャー・ヘラルドが『 ボンバー・ライダー/世紀のトップ・ガン』を「全てのアクション・スリラー・サービスショーのブロックバスター!」と宣伝している。1944年にはドキュメンタリー映画『With the Marines at Tarawa』を「2トン・ブロックバスターのように心を打つ」と宣伝している。
「ブロックバスター」が映画用語として使用されるようになった由来については複数の説が存在する。一つは、映画スタジオが複数の作品フィルムを劇場に売りつける「ブロック・ブッキング」に由来するという説であるが、ブロック・ブッキングは「ブロックバスター」が映画用語として定着する以前の1948年に非合法化されている。もう一つは、映画雑誌がヒット作の人気を表すため、街のブロック周辺に並ぶ長蛇の列のイラストを頻繁に掲載していたことに由来するという説であるが、実際には「ブロックバスター」がこのような意味合いで用いられたことはない。「ブロックバスター」はブロックバスター爆弾の威力を引き合いに出した広報担当者によって最初に用いられ、これ以降の映画雑誌が大ヒットの可能性のある作品に対して「ブロックバスター」と表現するようになった。1943年から1944年にかけて、「ブロックバスター」は『Bataan』『淑女と拳骨』『ブラジル』などの映画に対して用いられた。
一時期、第二次世界大戦の余波で使用されなくなるが、戦争終結後の1948年にバラエティ誌で大規模予算映画の特集記事で再び「ブロックバスター」が用いられるようになった。1950年代初頭までに、「ブロックバスター」は映画業界と映画雑誌において大スペクタクル、大スケール、巨額の予算が投じられ、かつ興行的な大ヒットを記録する可能性のある作品を指す用語として定着した。1950年12月にデイリー・ミラーは『サムソンとデリラ』を「興行的なブロックバスター」を記録する可能性があると記載し、1951年11月にはバラエティ誌が『クォ・ヴァディス』を「ブロックバスター……興行パフォーマンスは『國民の創生』と『風と共に去りぬ』に引けを取らないものであり……全ての意味においてスーパー・スペクタクルである」と批評している。

## ブロックバスター時代

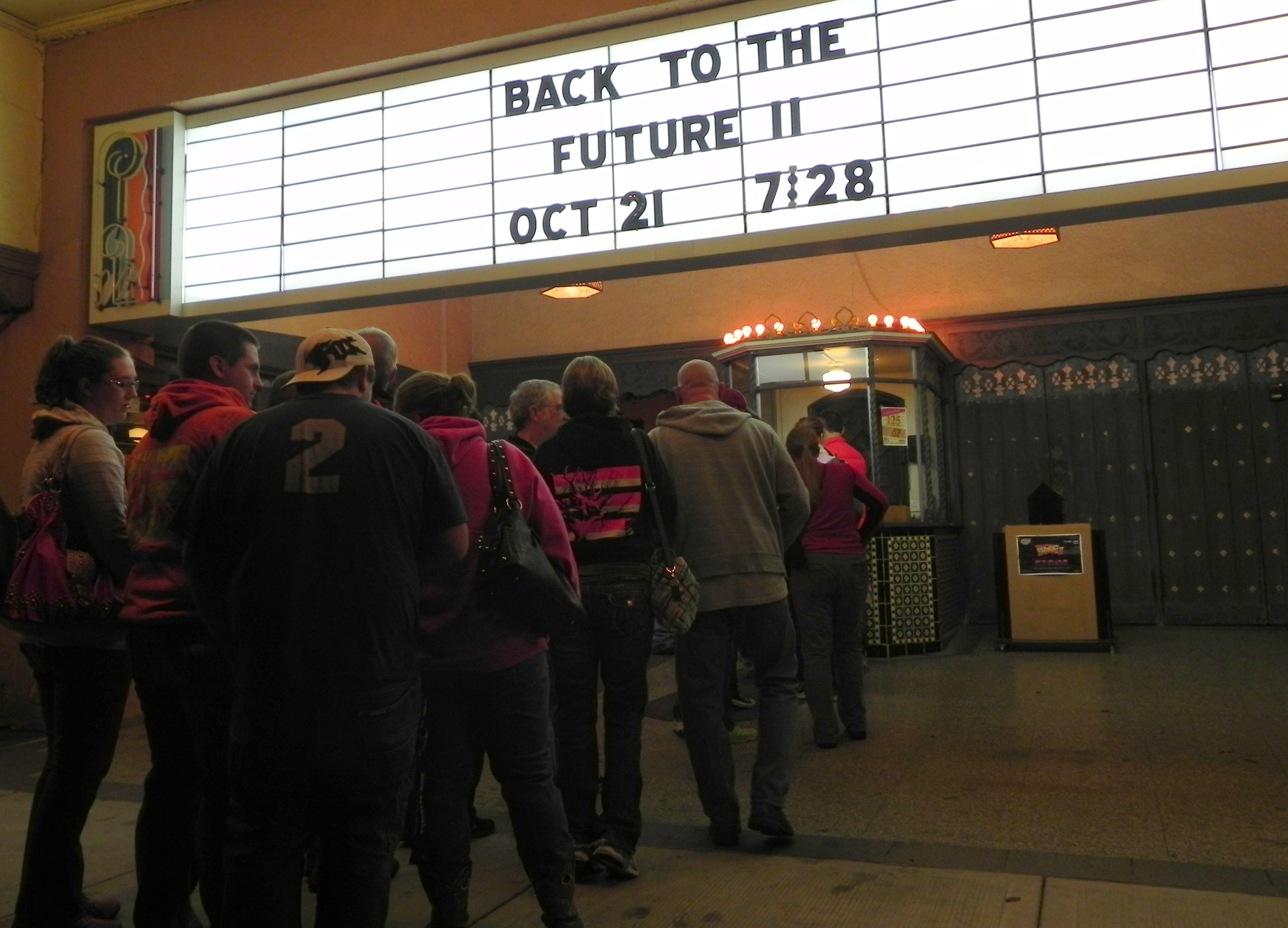
バック・トゥ・ザ・フューチャー・デイのPART2上映会に並ぶ人々

1975年にスティーヴン・スピルバーグの『ジョーズ』で「ブロックバスター」の用語が使用された。同作はテンポの速さ、刺激的な娯楽性、劇場外での関心と口コミ（バズマーケティング）からリピーターを生むなど、従来の映画とは異なる新しい文化現象を生み出した。同作は「ブロックバスター時代」最初の映画であり、「ブロックバスター映画」というジャンルを確立させた記念碑的作品とされている。2年後の1977年に公開された『スター・ウォーズ エピソード4/新たなる希望』は『ジョーズ』の興行成績を塗り替え、1年以上のロングランを記録した。両作の成功後、ハリウッドのプロデューサーたちは両作のような商業的魅力を持つイベント映画の製作を目指し、製作会社は大予算映画にグリーンライトを出すようになり、劇場公開のために大規模な宣伝活動を行うようになった。両作は「サマー・ブロックバスター映画」の原型とされており、大手映画スタジオと配給会社は大規模公開が行われる7月4日までの間に年間マーケティング戦略を練るようになった。その後15年間にわたり、『エイリアン』『エイリアン2』『インディ・ジョーンズ シリーズ』『E.T.』『ゴーストバスターズ』『ビバリーヒルズ・コップ』『バック・トゥ・ザ・フューチャーシリーズ』『トップガン』『ダイ・ハード』『バットマン』『バットマン リターンズ』『レッド・オクトーバーを追え!』などの高品質のブロックバスター映画が製作された。
しかし、映画業界がブロックバスター映画の製作に力を入れるようになったことに対して、一部の批評家や映画製作者から「ブロックバスター・メンタリティー」への批判が起こり、アメリカン・ニューシネマ時代の作家主導の「より芸術的な」小規模映画の死を嘆いた。映画史家のピーター・ビスキンドは、全ての映画スタジオが求めていたのは別の『ジョーズ』であり、製作コストが上昇することでリスクを背負う気概が減少し、そのため消費市場における「最小公分母」に基づいたブロックバスター映画が製作されるようになったと指摘している。また、クリス・アンダーソンは著作『ロングテール』の中で、ヒットが期待される映画だけが幅を利かせるヒット志向の社会は、実際には限られた世界であると主張している。